# Diploexochus cataractae
Diploexochus cataractae är en kräftdjursart som beskrevs av Barnard 1937. Diploexochus cataractae ingår i släktet Diploexochus och familjen Armadillidae. Inga underarter finns listade i Catalogue of Life.